# Juan de Esquivel

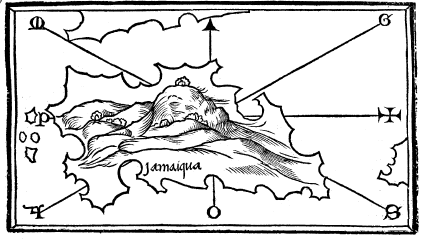
Mapa de Jamaica de 1528.

Juan de Esquivel (Sevilla, segle xv - Jamaica, 1513) fou un conquistador castellà que conquerí l'illa de Jamaica per la corona espanyola. Va acompanyar l'Almirall Cristòfor Colom en el segon viatge a Amèrica el 1493 i va participar en la conquesta i colonització de l'illa de la Hispaniola, on va estar-hi durant molt de temps.
El governador de l'Hispaniola, Nicolás de Ovando, li encarregà el 1503 sufocar una rebel·lió al territori d'Higüey, sota domini del cacic taíno Cotubanamá. Aquest s'havia rebel·lat per l'assassinat comès per espanyols d'un dels cacics de l'illa Saona. Sufocat l'aixecament després de durs combats entre espanyols i natius es va arribar a una treva entre Cotubanamá i Esquivel.
Una nova rebel·lió el 1504 va portar Esquivel a actuar de nou com a cap de les tropes espanyoles, arrasant per complet tots els indígenes de la regió que trobà i fent presoners a milers d'ells. Entre els presoners hi havia el cacic Cotubanamá, que va ser portat a Santo Domingo on va ser penjat. Pacificada la regió, Esquivel va fundar una fortalesa i la vila de Salvaleón de Higüey.
El 1509 el governador de l'illa, Diego Colón, li va encarregar la conquesta i colonització de l'illa de Jamaica. Allà hi fundà la vila de Nueva Sevilla, base d'operacions de la conquesta espanyola. Després de llargues lluites va aconseguir sotmetre els nadius i va iniciar el poblament de l'illa. Els excessos comesos en conquistar Jamaica li van valer un Judici de residència per part de la corona.
El seu nom dona nom a la Guaiana Essequiba i al riu Essequibo, a Veneçuela, un territori descobert per Alonso de Ojeda el 1499, quan explora les boques de l'Orinoco. Diversos canvis fonètics derivats de la pronunciació per part d'indígenes i europeus són els responsables de la grafia actual del terme.